# Geographie Somalias

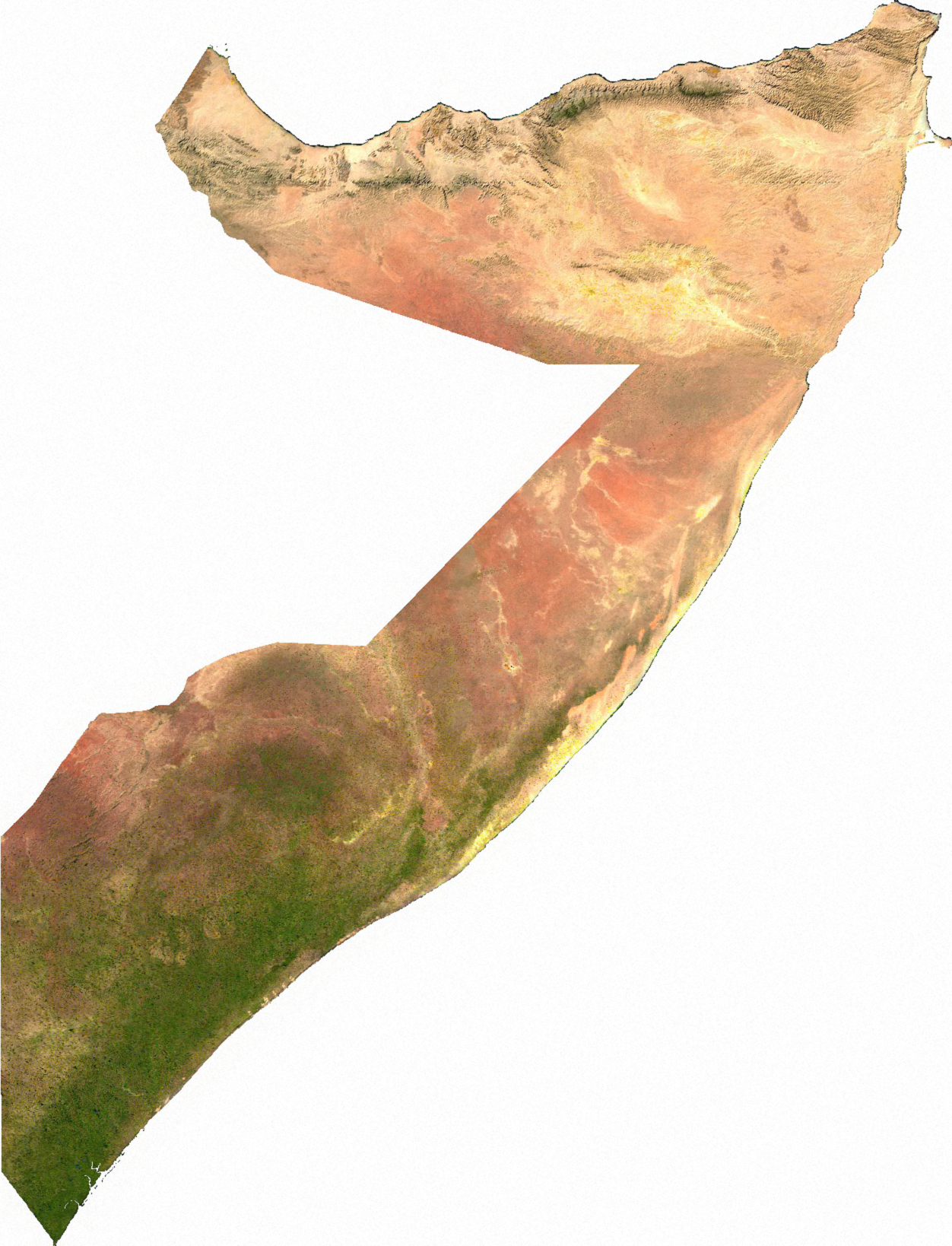
Satellitenaufnahme Somalias

Die Geographie Somalias ist die Geographie des östlichsten Landes Afrikas. Somalia erstreckt sich über eine Fläche von 637.657 km² und besteht größtenteils aus Wüste. Höchste Erhebung ist der Shimbiris (2460 m).

## Lage

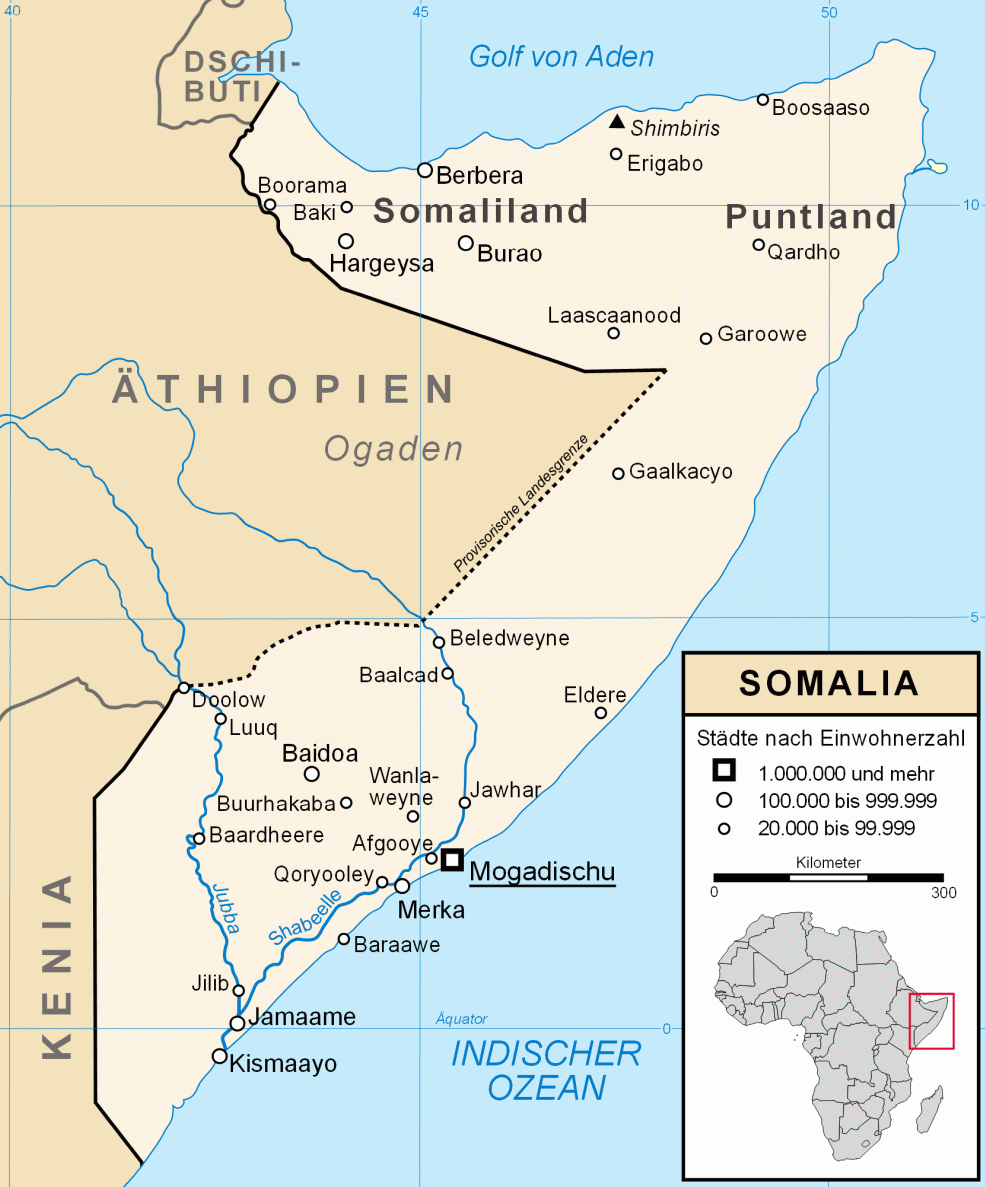
Karte Somalias

Somalia liegt zwischen 2° südlicher und 12° nördlicher Breite bzw. 41° und 51° östlicher Länge. Es wird zu Ostafrika gezählt und liegt am Horn von Afrika, größtenteils auf der Somali-Halbinsel. Im Osten grenzt es an den Indischen Ozean mit der nahe gelegenen Inselgruppe Sokotra, im Norden an dessen Golf von Aden, im Nordwesten an Dschibuti, im Westen an Äthiopien (Ogaden bzw. Somali-Region) und im Süden an Kenia.
Die Grenzen insbesondere zu Äthiopien sind wegen Gebietsansprüchen Somalias (siehe Groß-Somalia) umstritten. Nordsomalia ist als Somaliland de facto unabhängig, außerdem hat sich Puntland für autonom und Galmudug für unabhängig erklärt. Auch die Unabhängigkeit von Jubaland/Südwestsomalia wurde mehrfach ausgerufen.

## Tektonik
Somalia liegt auf einem Teil der Afrikanischen Platte, der gelegentlich als Somalische Platte bezeichnet wird und sich in östlicher Richtung von der Afrikanischen Platte wegbewegt. In einigen Millionen Jahren wird Somalia, wie auch weitere Teile Ostafrikas östlich des Großen Afrikanischen Grabenbruchs, von der Afrikanischen Platte abgetrennt sein.

## Geologie
Den größten Teil der Gesteine an der Oberfläche in Somalia machen mesozoische und rezente Sedimente aus. Im Buur-Massiv westlich von Mogadischu und im Norden des Landes parallel zum Golf von Aden gibt es isolierte, gehobene neoproterozoische und frühkambrische Komplexe.

## Relief
In den Norden Somalias erstreckt sich das östliche Somali-Hochland, das hier durchschnittlich 900–2100 Meter hoch ist und sich nach Osten hin absenkt. Hier liegt der höchste Berg des Landes, der Shimbiris mit 2450 m Höhe. Der zweithöchste Berg ist der Bahaya (2200 m). Der Süden ist flacher mit einer durchschnittlichen Höhe von 180 m.
Nördlich des Somali-Hochlandes liegt zwischen Saylac und Berbera die Küstenebene Guban.

## Klima

Klimaklassifikation nach Köppen und Geiger für Somalia

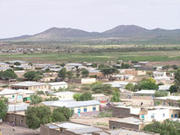
Hügellandschaft bei Boorama

Das Klima Somalias ist ein insgesamt heißes und trockenes Monsunklima mit zwei Regen- und zwei Trockenzeiten. Die große Regenzeit Gu beginnt im April und dauert bis Juni. Ihr folgt die Hagaa- oder Xagaa-Trockenzeit von Juli bis September, die wiederum von den Day- oder Dayr-Regenfällen von Oktober bis November gefolgt wird. Von Dezember bis März dauert die lange Jilaal-Trockenzeit. Beide Regenzeiten werden auch als Tangambili bezeichnet.
Die zeitliche Verteilung und Gesamtmenge der Regenfälle kann variieren, was beträchtliche Auswirkungen auf die Landwirtschaft hat und zu Dürren wie auch zu Überschwemmungen in den Flusstälern führen kann.
Zu besonders schweren Überschwemmungen kam es während der Dayr-Regenfälle im Jahr 2023. Zuvor erlebte das Horn von Afrika die schwerste Dürre seit Aufzeichnungsbeginn. Diese führte zwischen 2020 und 2023 zu Ernährungsunsicherheit für Millionen von Menschen.

## Gewässer
Im Süden und Zentrum wird Somalia von den in Äthiopien entspringenden Flüssen Jubba und Shabeelle durchzogen, von denen letzterer seine Mündung in den Jubba nur bei reichlichen Regenfällen erreicht. Alle anderen Flüsse, namentlich der Nugaal (Nogal) im Norden, führen nicht ganzjährig Wasser.

## Küste
Somalia hat eine weitgehend flache Küstenlinie am Indischen Ozean von 2720 km Länge. Vor der Küste von Kismaayo bis zum Raas Kiyaambo erstreckt sich die Korallenriffkette der Bajuni-Inseln. Das Ras Hafun ist der östlichste Punkt Afrikas, ein weiterer Landvorsprung ist das Raas Kaambooni.
Vor der Küste verläuft jeweils von Dezember bis März die Somaliströmung, eine warme Meeresströmung nach Süden.

## Landschaft

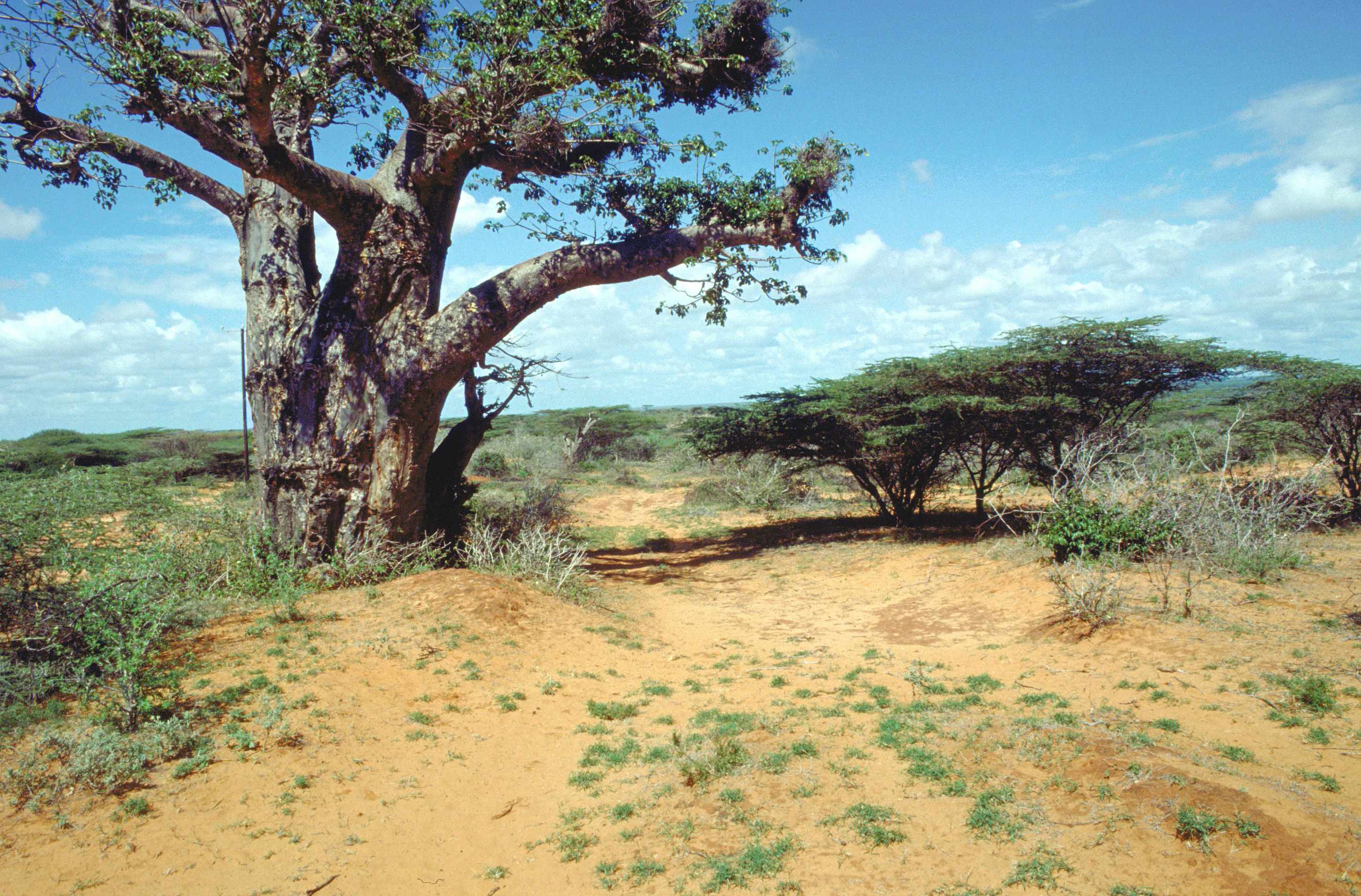
Landschaft bei Kismaayo, Dezember 1993

Einen großen Teil der Landesfläche im Zentrum und Norden nimmt die Somali-Wüste oder Danakil-Somalia ein. Überweidung und die Abholzung für den Holzkohleexport führen zur Desertifikation.